# Ваља Бистриј (Алба)
Ваља Бистриј (рум. Valea Bistrii) насеље је у Румунији у округу Алба у општини Кампени. Oпштина се налази на надморској висини од 626 m.

## Становништво
Према подацима из 2002. године у насељу је живело 375 становника, од којих су сви румунске националности.

### Попис2002.
| Расподела становништва по националности 2002.‍ | Расподела становништва по националности 2002.‍ | Расподела становништва по националности 2002.‍ | Расподела становништва по националности 2002.‍ | Расподела становништва по националности 2002.‍ |
| --------------------------------------------- | --------------------------------------------- | --------------------------------------------- | --------------------------------------------- | --------------------------------------------- |
|                                               |                                               |                                               |                                               |                                               |
| Румуни                                        | Румуни                                        |                                               | 375                                           | 100,0%                                        |